# ブラックオックス
ブラックオックスは横山光輝の漫画作品『鉄人28号』およびその派生作品に登場する架空のロボット。鉄人28号のライバルともいうべき存在であり、実写テレビ版と『鉄人28号 白昼の残月』を除くすべての映像作品にも登場している。直訳すると「黒い雄牛」。

## 機体解説
人造人間の技術で生き返ったマッドサイエンティスト不乱拳（ふらんけん）博士が、覆面の怪人達に頼まれて製作した漆黒の怪ロボット。
本来は「鉄人より強く、モノを考えるロボット」というのが設計目標であったが、覆面の怪人と博士に警察の手が伸びた為に急遽「鉄人に対抗できるロボット」として完成をみた。その経緯から、鉄人の弱点を突くことに要点を絞った装備が施されており、鉄人に対する強力なライバルロボとしての地位を得る。意志を持たせることを目的とした電子頭脳を搭載しており、自律思考による自己判断をさせる実験は失敗したが、それでもプログラムによる高度な自律行動が可能であり、警視庁襲撃の際は見事に捕まった怪人達を救い、指先からの催涙ガスで追跡を振り切って帰還した。また、強力な電波妨害装置が組み込まれており、遠隔操縦型（リモコン操縦）のロボットを行動不能にしたり、ロビーの製作したロボット達の電子回路を機能不全に陥れたりした。更に、指先からは熱線を放つことも可能で、強力な装甲を持つロボット群をまとめて溶解させるほどの威力がある。また、詳細は不明だが、敵が近づくと感知して目が光り出すという機能を備えている。
上記の機能に加え、頑健さ、パワーにおいても鉄人と互角以上であり、正太郎達は対処に大変な苦労を強いられた。実際、まともに組んだら鉄人には勝ち目が無いと判断した正太郎は、オックス自体の攻略を止め、飛行できる鉄人の移動速度の利を生かし、オックスを操る怪人達を翻弄するという消極的な戦法に終始している。更に怪人達の手で鉄人すら奪取されてしまった際には、自衛隊の戦力で怪人達に総攻撃を仕掛けたが、デリンジャー現象による鉄人とオックスの暴走という偶然の事態が無ければ勝利できなかった。事件解決後は科学研究所に保管され、鉄人だけでは対処できない敵に対した際には正太郎に操られ、鉄人と共に戦うようになる。
弱点としては空が飛べないという点が挙げられる。ちなみにオックスは去勢牛の意である。
操縦はバッカスでも見られた腕時計型の小型操縦機で行われるが、バッカスと比べ自律性が高いので簡単な命令で行動していた。また、バッカスとの共通項として額の赤いマークが上げられる。
ギルバートとの戦闘では熱線の撃ち合いとなり、装甲を溶かされながらもギルバートをほぼ溶解させている。この戦いで勝負がついて立っている姿が見られて以降の登場はない。一方、白黒アニメ版では（詳細は描かれておらず不明だが）ギルバートと戦うこともなく、待機中にロビーの刺客である怪ロボットによって粉々に爆破されてしまう（第26話）。
『テレビアニメ第2作（太陽の使者 鉄人28号）』や、リメイク版漫画『鉄人28号 皇帝の紋章』（長谷川裕一著）、さらに実写映画版では念願の自律思考をし、意志を持つロボットとして完成している。

### 他作品への影響
ブラックオックスの人気は高く、後世のクリエイターにも影響を与えた。そのデザイン（漆黒の機体、2本の角）や主役メカのライバルとしての存在感から、後のロボットアニメ（味方、敵問わず）のデザインのモチーフとなる事が多い。代表的な例として以下のものがある。
- 『機動警察パトレイバー』のグリフォン[1]
- 『機動武闘伝Gガンダム』のマスターガンダム[2]

## 派生作品におけるブラックオックス

### 1963年テレビアニメ版第1作
テレビアニメ第1作のブラックオックスは第22話から登場する。ほぼ原作漫画通りの設定・役回りだが、デザインが少々異なっており、額の赤いマークが無く、瞳と鼻が付いている（シーンによっては口が描かれていることもある）。操縦器は原作漫画と異なり、ハンディ・タイプのトランシーバーのようなサイズの円筒形をしており、3つのボタンが縦に並んでいる。原作漫画同様に正太郎たちの手に渡り、時には鉄人の味方として活躍したが、上述のとおりロビーの送り込んだ刺客ロボットによって粉々に爆破されてしまう（第26話）。

### 1980年リメイク版テレビアニメ
テレビアニメ版第2作『鉄人28号（太陽の使者 鉄人28号）』では、頭脳コピーにより、人間同様の思考力や心を持つ（ただし幼児並の知能であり、また言葉は理解できるが自分は話せない）ロボット。ディティールは原作よりも細かくなり、また鉄人よりも優雅で力強く洗練された姿で描かれている。主な武装は目から放つ「電磁光線」で、他の機械を狂わせ操縦不能にすることができる。また肘と脚にロケットエンジンを備えたことにより飛行能力も有している。本作におけるオックスは、出自にまつわるエピソードやその最期の場面において、「心を持ったロボット」としてのドラマや悲劇性が強調され、意思を持たずコントローラーから操縦される鉄人28号と対比される存在として描かれた。
初登場は第34話。自ら考えることができるロボットを研究していた不乱拳博士は、学界の反対に遭い犯罪組織X団の力を頼って、その成果としてブラックオックスという巨大な人型ロボットを開発していた。X団はブラックオックスに搭載する電磁光線の実験のためにジャンボ輸送機を撃墜し、その調査に向かった船をも撃沈していたことから、正太郎たちICPOに目を付けられてしまう。一方、電磁光線砲が装備され完成目前となったブラックオックスは、最終段階として不乱拳博士からの頭脳コピーに取り掛かっていたが、その時アジトに突入してきた鉄人をオックスに迎撃させるため、X団の首領ヘンケルによって作業は中断させられてしまった。ここに至ってX団の援助を受けていたことは間違いであったと改心した不乱拳博士は、鉄人と戦うオックスを止めに入ったうえに「我が子」と呼びかけて人間性を覚醒させるが、裏切りを咎めたヘンケルに撃たれてしまい、ブラックオックスを敷島博士に託して死亡。オックスは得たばかりの心で、それを授けた「親」と死別する哀しみを味わい、降り始めた雨を両目から涙のように流す。
その後、ブラックオックスは敷島博士らの管理下に置かれ、時には鉄人とコンビを組んで事件解決に活躍するようになるが、自意識を持っているとはいえまだまだ幼く、時には不乱拳博士に化けたX団の残党に騙されて鉄人と戦ったりする（第36話）など、敷島や正太郎たちの指導や教育は欠かせなかった。終盤の第49話では宇宙魔王の前線基地（“要塞都市”）を攻略する際、ロビーにより催眠装置を仕掛けられ、操られるまま鉄人に襲いかかる。最終的に装置は鉄人が破壊して正気に戻るものの、鉄人を大きく損傷させてしまったことに負い目を感じたオックスは、宇宙魔王への復讐を目論むロビーのリークによって要塞都市の地下に火山脈がある事を知り、地下に潜ってマグマを要塞内に導くと共に自らも中から攻撃して大ダメージを与えるが、放棄された要塞の自爆に巻き込まれて破壊される。
爆発で破壊されたオックスの顔面のパーツが空中から飛来し、墓標のごとく地面に突き立つという最期の場面の作画は、亀垣一が何度も修正を加えるなど入念な作画と凝ったカメラワークが施され、劇中において特に印象的な場面として描写された。アニメ雑誌編集者の小黒祐一郎はこの場面を、人間性の象徴である顔面が機械のパーツの一部として描かれることで、人間の心を持ったブラックオックスも機械に過ぎなかったという悲しみを描いているとし、またアニメ評論家の氷川竜介は、敢えてブラックオックスの最期をロボットらしく即物的に描くことで、その人間性を視聴者の心に刻みつける演出なのだと評している。

### 1992年新作続編版テレビアニメ
テレビアニメ版第3作『超電動ロボ 鉄人28号FX』では、不乱拳博士のクローンであるフランケン・シュタイナーが、ネオブラック団のもとで製作した新型ロボット。全高18.2(砲塔を含んだ場合27.3)m、全幅8.8m、重量28.8t、最大速度128km/h、最大起重10t。左肩のOXのマーキング、さらに首元にIM-X29と書かれたプレートが貼られている。完成当初でも鉄人を苦戦させるほどの性能を持っていたが、フランケンによって鉄人25号ミラージュから奪った超電動マイクロチップが取り付けられたことで、鉄人28号FXと同等の運動速度を得たうえに、互角の超電動パワーの使用が可能となった(第13、14話）。さらに右腕にアームバルカン、左腕にアームレーザーといった飛び道具で武装している点で、総合戦闘力では鉄人28号FXを凌駕しているとも言える（第22話）。また、飛行形態ジェットモードに超電動チェンジする機能を持ち、その最高飛行速度はマッハ2.5に達する。このときパイロットは機体内のキャビンに乗り込むこともできる。
必殺技はロボットモード（第24話で、パイロットである夏樹三郎は「アタックモード」と説明していた）において使用可能となる、肩部2門の砲塔と胸部が展開して露出する砲口から発射される分子破壊砲ジェノサイドバスター。さらに最大の必殺技として、鉄人28号FXとエネルギーケーブルで接続することによって威力を強化する合体技ダブルパワージェノサイドバスターがある（第23、33、39、46話）。なお、初使用時は同じ超電動チップを有する鉄人25号ミラージュとの有線接続で使用している。
リモコンは小さな折り畳みアンテナのついたブレスレット型。基本的に音声だけでも操縦できるが、細かいコマンド入力や内蔵火器制御のためにいくつかのボタンがついている。第21話においてネオブラック団を裏切ったフランケンは、死の直前に夏樹三郎に本機の操縦法を伝授し、リモコンと本機を託した。それ以降は鉄人の心強い相棒、鉄人29号（鉄人29号OX）として最終話まで活躍、他作品のように破壊されることもなかった。
なお、回想シーンではかつて不乱拳博士が製作した初代ブラックオックスも登場している。正太郎が史上最大の敵と評するほどの強敵であったが、初代鉄人28号との格闘の際に抱え上げられて投げ落とされ、不乱拳はその下敷きになって死亡した（第14話）。

### 2004年版テレビアニメ
テレビアニメ版第4作『鉄人28号 (2004年版アニメ)』では、不乱拳博士が「鉄人第弐計画」に異動となる以前に金田博士に対抗して設計し、終戦後にその技術を欲した某国の力を借りて造り上げられた高性能ロボット。高い運動性と頑強な装甲を持ち、馬力に関しても鉄人を軽々と持ち上げ投げ飛ばしたり、頭部を握り潰してしまう程だが（第5話）、鉄人との力比べでは負けている。最大の武器は指先から放出される黒い粉末「電波攪乱剤」で、これを大量に空気中に撒く事で操縦電波を遮断し、鉄人の制御を不能にした。また、電波攪乱剤による黒い霧の中に身を隠しつつ攻撃するといった戦法も見せている（第5話）。ただし、熱線等の遠距離用の武装は持っていない。作中では早い段階（第3話）から登場し、鉄人を相手に2度の勝利を収めている（第3、5話）。操縦装置はハンディ・タイプのトランシーバーのような端末に、2つの小さなレバーが付いたコンパクトなものであった。
後半では敷島博士によって修復された上、眼に当時最新鋭技術だったテレビジョン装置が増設され、海底に眠る黒龍丸の調査に借り出されるが、謎の蟹型ロボットの攻撃により機能停止した。
それとは別に敷島重工を乗っ取ったビッグファイア博士がブラックオックスの量産体制を整え、日本政府に売り付けるという計画を実行した。これは、黒部ダム建設が人間の力だけでは困難となった為にロボットの導入が決定され、選考レースが行われたが全てのロボットが（ファイア二世の妨害で）棄権したため、それらの代わりとして既に数百機生産されていたブラックオックスが採用されたという経緯がある。
一方、海底に各坐していた元祖ブラックオックスは、某国の支援を受けたニコポンスキーによって修復・再起動するが、某国に見捨てられたニコポンスキーに酷使され、ほぼエネルギーが切れた状態でファイア三世と戦闘、破壊された。
量産型ブラックオックスの方は人工頭脳に破壊命令が残っており、ビッグファイア博士がそこまでチェックせずに単一の人工頭脳でブラックオックス全機を有機的に連携して動かそうとしたため、全機が一斉に黒部ダムへの総攻撃を開始した。その醜態を見た敷島博士は「やはり人間と機械は互いに補い合う『人馬一体』でないと駄目だ。だから『人馬一体』な鉄人は人間の脅威にはならない」旨の感慨を述べた（論旨がおかしいが、本作の敷島博士は金田博士や鉄人の正しさを理屈抜きで妄信している節があった）。

### 2005年実写映画版
『鉄人28号 (実写映画版)』では、高性能人工頭脳(A.I.）を搭載した、自分で考えることができる自立型巨大ロボット（声 - 林原めぐみ）。
身長22メートル、重量23トン。
かつては金田正太郎の父・正一郎博士と同じ研究室に居たこともあった、宅見零児が造り上げた。宅見の思い描く理想郷を築くための第一歩として、東京を破壊しようと暴れまわる。背中の内蔵式ロケットエンジンで自在に空を飛ぶことができるほか、両腕の上腕部から先が切り離されて宙を飛ぶジェットアームを持ち、両手の拳から発するEMP兵器で機械の電子回路を破壊してしまう。その行動はインカムを通した宅見の声に指示されて制御されるが、高性能スーパーコンピューターには亡き息子・光の全データがインプットされているため、基本的には自身の判断で行動する。さらに体内には核弾頭が仕込まれており、鉄人に敗れると宅見によってその起爆スイッチが押されてしまったが、鉄人によって大気圏外にまで運び出されて自爆した。
なお、ブラックオックスには石油も原発も要らなくなる夢の動力が内蔵されていたことが、事件解決後に判明している。

### 2004年リメイク漫画版
『鉄人28号 皇帝の紋章』では、アメリカがフランケン博士に建造させたロボットとして登場し、「皇帝の紋章」争奪戦に参戦した。ファイア二世を撃破した後に鉄人と交戦、妨害電波によって鉄人の自由を奪い、鉄人と正太郎を拿捕した。史上初の「考える（人工知能搭載）ロボット」であり、操縦する必要が無い（オックスが判断に迷うようなときのために腕時計型の通信装置が用意されている）ことから驚異的な反応速度を誇るが、知能自体は5歳児程度と非常に未熟なため「わざと」飛べないように設計されている（目の届かないところに行ってしまった場合、迷子になったら大変だからと説明された）。生みの親であるフランケン博士曰く「心など無い」とのことであったが、自我を持っているかのような行動が幾度となく見られ、フランケンを救おうとしたオックスを見た正太郎は、心があると受け止めていた。正太郎が捕まっていたアメリカ軍の空母から脱出を果たした後は日時を指定して再戦に臨むと見せかけ、その前日に旅客機の飛来する羽田空港を急襲する。だが妨害電波対策の有線操縦、村雨やアリスとのチームプレイ、さらに正太郎の知略によって未熟な人工知能の隙を突かれ、鉄人の前に敗れる。
敗北して胴体を分断されたまま滑走路に横たわっていたオックスは、アメリカ側のエージェントがフランケン博士を見限って致命傷を負わせた一部始終を目撃し、報復するかのように残る力でエージェントを惨殺した。その後、瀕死の博士によって秘密工場へと運ばれてスペアボディに交換されて復活。アリスにその身柄を託されると、以後は鉄人とのタッグでギャロンや“炎”III世（“炎”三世）を倒している。アリスがケリーの下へ去ってからは、ケリーが操るギルバートと共同で鉄人に敵対。その戦いにおけるケリーの最期に際しては、アリスの命令に反してまで彼女を守る様子を見せた。
終盤では鉄人とのタッグを復活させて人工知能ロビーが操る「溶鉱炉（シュメルツ・オーフェン）」と対戦するも、その圧倒的パワーの前に苦戦し、正太郎とアリスたちを庇った末に破壊されてしまう。しかしその直後、敷島博士の手によって残骸に残されていた回路と鉄人のリモコンが直結され、シュメルツ・オーフェンとともに大気圏外へと飛び出した鉄人に、操縦電波を送り続ける増幅器としての働きをした。
両手の五指の先からは熱線を発し、力は鉄人に匹敵する。なお、スペアボディを得て鉄人の味方となってからは、電磁波発生装置は完全に壊れて修理できなくなっていた。